# Europees kampioenschap voetbal 2020 (Groep B) Denemarken - België
Dit artikel gaat over de wedstrijd in de groepsfase in groep B tussen Denemarken en België die gespeeld werd op donderdag 17 juni 2021 in Parken te Kopenhagen tijdens het Europees kampioenschap voetbal 2020. Het duel was de zeventiende wedstrijd van het toernooi.

## Voorafgaand aan de wedstrijd
- Denemarken stond bij aanvang van het toernooi op de tiende plaats van de FIFA-wereldranglijst.[1] Zes Europese landen en EK-deelnemers stonden boven Denemarken op die lijst. België stond sinds 2018 bovenaan de lijst.[2]
- Denemarken en België troffen elkaar voor deze wedstrijd al vijftien keer. Beide teams wonnen zesmaal van elkaar en drie keer eindigde het duel onbeslist. In de groepsfase van het EK 1984 kwamen deze teams elkaar ook al tegen. Denemarken won destijds met 3–2.
- Voor Denemarken was dit haar negende deelname aan een EK-eindronde en de eerste sinds het EK 2012. Op het EK 1992 boekte Denemarken de eindzege. België nam voor een zesde maal deel aan een EK-eindronde en voor de tweede achtereenvolgende keer. België's beste prestatie was het bereiken van de finale op het EK 1980.
- In de eerste speelronde van de EK-groepsfase verloor Denemarken met 0–1 van Finland. België pakte met een 3–0 zege de drie punten tegen Rusland.

## Wedstrijdgegevens[3]
| Datum                  | 17 juni 2021                                                                                   | 17 juni 2021                                                                                   |
| Aftrap                 | 18:00 uur                                                                                      | 18:00 uur                                                                                      |
| Wedstrijdnummer        | 17                                                                                             | 17                                                                                             |
| Stadion                | Parken, Kopenhagen                                                                             | Parken, Kopenhagen                                                                             |
| Toeschouwers           | 23.395                                                                                         | 23.395                                                                                         |
| Scheidsrechter         | Björn Kuipers                                                                                  | Björn Kuipers                                                                                  |
| Assistenten            | Sander van Roekel Erwin Zeinstra                                                               | Sander van Roekel Erwin Zeinstra                                                               |
| Vierde official        | Andreas Ekberg                                                                                 | Andreas Ekberg                                                                                 |
| Videoscheidsrechters   | Pol van Boekel Kevin Blom (assistent) Benjamin Pagès (assistent) François Letexier (assistent) | Pol van Boekel Kevin Blom (assistent) Benjamin Pagès (assistent) François Letexier (assistent) |
| Man van de wedstrijd   | Romelu Lukaku                                                                                  | Romelu Lukaku                                                                                  |
|                        | Denemarken                                                                                     | België                                                                                         |
| Doelpunten             | 1                                                                                              | 2                                                                                              |
| Gele kaarten           | 3                                                                                              | 1                                                                                              |
| Rode kaarten           | 0                                                                                              | 0                                                                                              |
| Wissels                | 5                                                                                              | 4                                                                                              |
| Schoten op doel        | 6                                                                                              | 4                                                                                              |
| Schoten naast doel     | 7                                                                                              | 1                                                                                              |
| Overtredingen          | 8                                                                                              | 14                                                                                             |
| Hoekschoppen           | 2                                                                                              | 4                                                                                              |
| Buitenspel             | 2                                                                                              | 2                                                                                              |
| Passnauwkeurigheid (%) | 86                                                                                             | 87                                                                                             |
| Balbezit (%)           | 47                                                                                             | 53                                                                                             |

| Denemarken | 1 – 2           | België |
| (Pierre Højbjerg) Yussuf Poulsen 2' | goals (assists) | 55' Thorgan Hazard (Kevin De Bruyne) 70' Kevin De Bruyne (Eden Hazard) |
| Kasper Hjulmand | bondscoach      | Roberto Martínez |
| Kasper Schmeichel Andreas Christensen Simon Kjær Jannik Vestergaard 84' Joakim Mæhle Daniel Wass 61' Pierre Højbjerg Thomas Delaney 72' Yussuf Poulsen 61' Mikkel Damsgaard 72' Martin Braithwaite | opstellingen    | Thibaut Courtois Toby Alderweireld Jason Denayer Jan Vertonghen Thomas Meunier Youri Tielemans 59' Leander Dendoncker 90+4' Thorgan Hazard 46' Dries Mertens Romelu Lukaku 59' Yannick Carrasco |
| Christian Nørgaard 61' Jens Stryger Larsen 61' Andreas Cornelius 72' Mathias Jensen 72' Andreas Skov Olsen 84'                                                                                     | wissels         | 46' Kevin De Bruyne 59' Eden Hazard 59' Axel Witsel 90+4' Thomas Vermaelen |
| Daniel Wass 59' Mikkel Damsgaard 69' Mathias Jensen 81' | gele kaarten    | 90+4' Thorgan Hazard |
| | rode kaarten    | |